# Crocodile

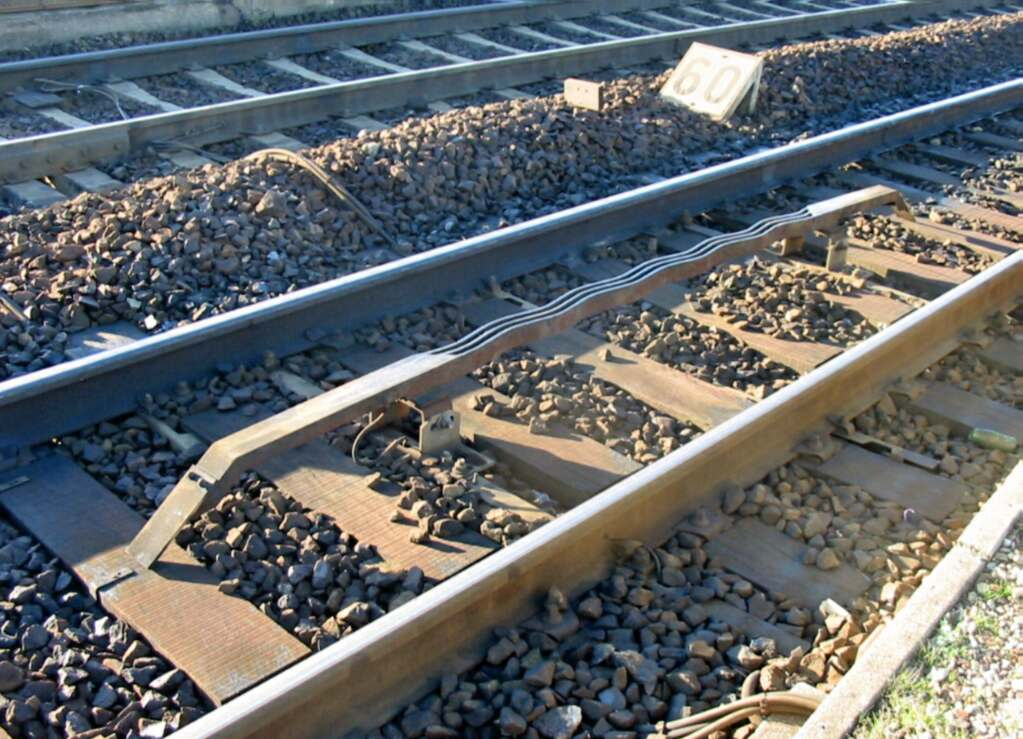
Crocodile

A Crocodile egy automatikus vonatbefolyásoló rendszer.
A többfogalmú jelfeladás hagyományos, tisztán mechanikai kontaktusok alkalmazásával gyakorlatilag nem lehetséges. 1872-től folyamatosan került kiépítésre a Le crocodile (krokodil), amely már elektro-mechanikus kapcsolatot valósít meg a pálya és a jármű között. A Crocodile napjainkban is mintegy 35 000 km-en üzemel Franciaországban, Belgiumban és Luxemburgban.